# James Douglas, 3.º Marquês de Queensberry
James Douglas, 3.º Marquês de Queensberry (2 de novembro de 1697 — 17 de fevereiro de 1715), conhecido até 1711 como Conde de Drumlanrig, foi um nobre britânico.

## Biografia
Filho de James Douglas, 2.º Duque de Queensberry, ele era descrito como "imbecil" e violentamente insano, sendo mantido preso ainda criança em Queensberry House, em Edimburgo, hoje parte do complexo do Parlamento da Escócia. 
Quando o Tratado de União de 1707 foi assinado, a falta de atenção, devido às festividades, causou sua fuga. Drumlanrig, então com dez anos, matou um jovem ajudante de cozinha em Holyrood, assou-o em um espeto e começou a comê-lo, antes de ser descoberto e apreendido. Passou a ser chamado de "O Idiota Canibalesco". O forno que usara pode ser visto até hoje.
Faleceu aos dezessete anos, sendo enterrado no pátio da igreja de Calverley. Seu irmão, Charles Douglas, 3.º Duque de Queensberry, sucedeu-o.